# 南北戦争の海戦

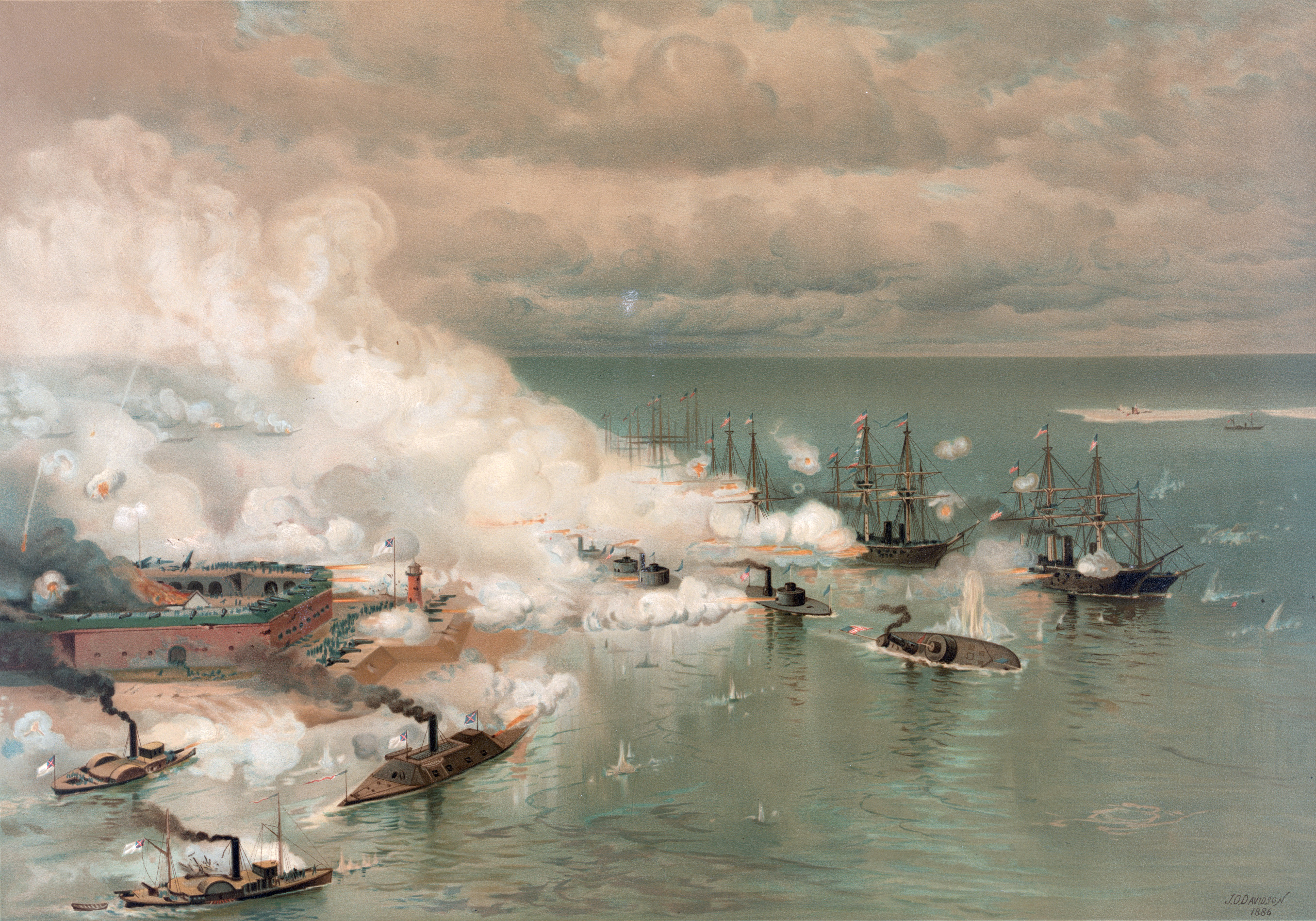
モービル湾の海戦、ルイス・プラング画

南北戦争の海戦（なんぼくせんそうのかいせん、英: Naval battles of the American Civil War）では、初めて装甲艦や潜水艦が用いられ、新しく強力な艦砲が導入されるなど海戦のスタイルを変化させた。
南北戦争の海戦の最初の砲撃は1861年4月13日、サムター要塞の戦いのときにアメリカ合衆国密輸監視隊のカッター、USRCハリエットレーンが放ったものであり、最後のものは、ロバート・E・リー将軍が南軍と共に降伏した時から2か月以上経った1865年6月22日に、南軍の襲撃艇CSSシェナンドーがベーリング海峡で放ったものだった。

## 概要
南北戦争の海戦は海上で起こっただけでなく、国内の大きな河川でもあった。戦中に起こった海戦がなければ、戦争の行方は逆になっていた可能性もある。北軍、南軍の海軍は、計画通りに戦争を遂行するために、陸軍に物資を供給し、医療的手当ても行った。南北戦争では勝つために陸軍と海軍が協力して動く必要があった。

## 海軍の役割
水上で起こった戦闘は全土で行軍する陸軍を助ける大きな役割があった。北軍海軍も南軍海軍も互いに戦っただけでなく、陸上の兵隊や物資を運ぶことでも貢献した。それが、両海軍が互いに戦った理由でもある。海軍がいなければ、両軍は戦争を首尾よく遂行するために必要とされる物資や兵員を得られなかった可能性がある。また、陸上の砦を攻略するために艦船の大砲が有効だった。特に内陸河川で重要な役割を果たした。兵員や物資の搬送に加えて、敵の砲台攻撃など、海軍が大車輪の活躍をした例が、ビックスバーグ方面作戦だった。艦船もその陸軍のために大変重要な役割を果たした。南北戦争では大変多くの負傷者を出した。それ故に、海軍の艦船は負傷した兵士のための浮いた病院として機能した。海上封鎖も南軍を倒すために重要な役割を果たした。海上封鎖によって、南軍が兵士のための物資を得る道を閉ざし、それ故に北軍に降伏することになった。
物資の供給は南北戦争で海軍が果たした最大級の役割だった。両軍ともに必要とされる物資を得られなければ、それが得られるまでより大きな苦しみを味わうことになっていたであろう。南北戦争で北軍が採った主要戦略は南部の港の海上封鎖だった。これは南部が貿易港を通じて他国から援助を得られないようにした。食料、水、弾薬、銃、衣類あるいは医療品が欠如したはずである。この戦略はそのまま有効ではなかった。南部は海上封鎖が始まる以前から大量の物資を持っていた。北軍は、南部で物資が欠乏するようになり、降伏するまで、待つ必要があった。これは北軍にとって幾つかの理由で大変なことだった。1つは南軍が海上封鎖の間も戦い続けたことであり、北軍は多くの負傷者と死者を出した。2つ目は、予想以上に戦争を長引かせたことだった。最後に南軍は堪え切れなくなり北軍に降った。
南北戦争では病院も大変必要とされた。負傷者の数が大変多かったので、兵士は医療的な配慮を是非とも必要としていた。海軍の艦船は兵士のために浮いた病院として機能した。南軍も北軍もこの戦術を使った。医療のために多くの空間があれば、より良い治療ができたであろうから、陸軍の大きな助けになった。

## 主要な海戦

### ハンプトン・ローズ海戦
南北戦争で最も重要であり有名になった海戦の1つが、USSモニターとCSSバージニアの装甲艦同士の対決だった。1862年3月9日に発生した。この戦闘は数時間続き、戦術的には引き分けに終わった。両艦ともに厚い装甲で覆われており、どちらにも永続するような損傷を与えられなかった。

### 第一次チャールストン港の戦い
北軍にとって終わり方のよくなかったもう1つの海戦は、1863年にサウスカロライナ州チャールストンで行われたものだった。この戦闘は北軍の作戦が大変まずかった。この戦闘では、北軍海軍が海上から陸上の南軍を攻撃するよう派遣された。北軍のサミュエル・デュポン提督はチャールストンを攻撃すべく9隻の装甲艦を与えられた。デュポンがこの命令を受けたとき、この戦闘から勝利は得られないと予測した。砦に向けて艦船の舵を切らせることになり、チャールストン攻撃のために立ち塞がった。このことで南軍には北軍装甲艦の弱点を見せることになった。北軍海軍はこの戦闘で非常に苦戦を強いられたので、2時間の後には、単一戦闘であまりに多くの損失を出さないために撤退することになった。南軍が守りきり、北軍を退却させた。この戦闘に失敗した結果、北軍はさらに海上封鎖を2年間続けることになった。また南軍はサウスカロライナの海岸だけでも幾つかの砦を構築し、北軍を容易に攻撃できるようにした。

### シェルブールの海戦
CSSアラバマとUSSキアサージの海戦（1864年6月19日）は、南軍艦隊最良の艦船であるアラバマが沈没して終わる激しい海戦だった。アラバマが最初の砲弾を放ち、間もなくキアサージが応戦した。両艦ともにその主要な武器や大砲を右舷に載せていた。それ故に両艦は円を描きながら交戦した。キアサージの方が速度がやや速く、火力が多く、乗組員の数が多かった。これらは海戦における利点となった。アラバマは多くの砲弾を受け、死傷者を多く出し、遂には沈み始めた。南軍は緩りと浸水が始まったことを悟ると、海岸に戻ろうとした。しかし遠くまでは行けなかった。艦内の水位が上がり、機関が停まった。こうなると降伏以外に選択肢は無かった。生存者はキアサージに救出された。これは南北戦争の終戦に向かっていた時だけに、北軍にとって重要な海戦となった。

## 海軍が関わった戦闘の一覧
下記のリストでは、純粋に艦船同士の海戦以外に、艦船対陸上の砦あるいは砲台との戦闘も含めている。後者の場合は海軍と陸軍が協働した戦いもあった。
| 海戦名                                 | 開始年月日     | 終了年月日     | 注釈                                                                 |
| -------------------------------------- | -------------- | -------------- | -------------------------------------------------------------------- |
| サムター要塞の戦い                     | 1861年4月13日  | 1861年4月14日  | 海軍の最初の砲弾が放たれた。南北戦争の開戦を告げる戦いとなった       |
| グロスターポイントの戦い               | 1861年5月7日   | 1861年5月7日   | 南北戦争で最初の海軍が関わった戦闘                                   |
| スウェルズポイントの戦い               | 1861年5月18日  | 1861年5月19日  |                                                                      |
| アキアクリークの戦い                   | 1861年5月29日  | 1861年6月1日   | 戦闘中に南軍が初めて機雷を使った                                     |
| ピッグポイントの戦い                   | 1861年6月5日   | 1861年6月5日   |                                                                      |
| マチアスポイントの戦い                 | 1861年6月27日  | 1861年6月27日  |                                                                      |
| ペトレルの沈没                         | 1861年7月28日  | 1861年7月28日  | 私掠船を巻き込んだ歴史上最後の海戦                                   |
| コックルクリークの海戦                 | 1861年10月5日  | 1861年10月5日  |                                                                      |
| ヘッド・オブ・パッシーズの海戦         | 1861年10月12日 | 1861年10月12日 |                                                                      |
| ポートロイヤルの戦い                   | 1861年11月7日  | 1861年11月7日  | 南北戦争で最初の大海戦                                               |
| コックピットポイントの戦い             | 1862年1月3日   | 1862年1月3日   |                                                                      |
| ルーカスベンドの海戦                   | 1862年1月11日  | 1862年1月11日  | 木造装甲艦船が主要戦闘に関わったことで、史上最後の海戦               |
| ヘンリー砦の戦い                       | 1862年2月6日   | 1862年2月6日   |                                                                      |
| エリザベスシティの水上戦               | 1862年2月10日  | 1862年2月10日  |                                                                      |
| ハンプトン・ローズ海戦                 | 1862年3月8日   | 1862年3月9日   | 鉄装甲艦同士の初の海戦                                               |
| ジャクソン砦とセントフィリップ砦の戦い | 1862年4月16日  | 1862年4月28日  | 北軍によるニューオーリンズ占領に繋がった                             |
| アイランドNo.10の戦い                  | 1862年2月28日  | 1862年4月8日   | ミシシッピ川における南軍初の敗北                                     |
| プラムポイントベンドの戦い             | 1862年5月10日  | 1862年5月10日  |                                                                      |
| ドルーリーズブラフの戦い               | 1862年5月15日  | 1862年5月15日  |                                                                      |
| メンフィスの戦い                       | 1862年6月6日   | 1862年6月6日   | 陸軍や海軍の経験が無い文民が戦闘艦の指揮をしたことで、史上最後の戦闘 |
| セントチャールズの戦い                 | 1862年6月17日  | 1862年6月17日  |                                                                      |
| タンパの戦い                           | 1862年6月30日  | 1862年7月1日   |                                                                      |
| コーパスクリスティの戦い               | 1862年8月12日  | 1862年8月18日  |                                                                      |
| ガルベストン港の海戦                   | 1862年10月4日  | 1862年10月4日  |                                                                      |
| クランプラーズブラフの戦い             | 1862年10月3日  | 1862年10月3日  |                                                                      |
| アーカンソー・ポストの戦い             | 1863年1月9日   | 1863年1月11日  | ミシシッピ川より西では南軍最大の降伏に繋がった                       |
| ガルベストン灯台の海戦                 | 1863年1月11日  | 1863年1月11日  |                                                                      |
| マカリスター砦の戦い                   | 1863年3月3日   | 1863年3月3日   |                                                                      |
| ペンバートン砦の戦い                   | 1863年3月11日  | 1863年3月11日  |                                                                      |
| 第一次チャールストン港の戦い           | 1863年4月7日   | 1863年4月7日   |                                                                      |
| ワッソーサウンドの海戦                 | 1863年6月17日  | 1863年6月17日  |                                                                      |
| ポートランド港の海戦                   | 1863年6月27日  | 1863年6月27日  |                                                                      |
| 第一次ワグナー砦の戦い                 | 1863年7月10日  | 1863年7月11日  |                                                                      |
| 第二次ワグナー砦の戦い                 | 1863年7月18日  | 1863年7月18日  |                                                                      |
| 第二次チャールストン港の戦い           | 1863年8月17日  | 1863年9月8日   |                                                                      |
| 第二次サビーンパスの戦い               | 1863年9月8日   | 1863年9月8日   | 南北戦争では最も一方的な南軍の勝利                                   |
| 第二次サムター要塞の戦い               | 1863年9月9日   | 1863年9月9日   |                                                                      |
| USSニューアイアンサイドへの攻撃        | 1863年10月5日  | 1863年10月5日  | CSSデイビッドが戦闘で敵艦を攻撃して成功した最初の魚雷艇となった      |
| ブルック砦の戦い                       | 1863年10月16日 | 1863年10月18日 |                                                                      |
| USSフーサトニックの沈没                | 1864年2月17日  | 1864年2月17日  | H・L・ハンリーが敵艦を沈めた最初の潜水艦になった                     |
| ピロー砦の戦い                         | 1864年4月12日  | 1864年4月12日  |                                                                      |
| プリマスの戦い                         | 1864年4月17日  | 1864年4月20日  |                                                                      |
| アルベマール湾の海戦                   | 1864年5月5日   | 1864年5月5日   |                                                                      |
| シェルブールの海戦                     | 1864年6月19日  | 1864年6月19日  | 南軍の襲撃艦CSSアラバマが沈没することになった                        |
| モービル湾の海戦                       | 1864年8月2日   | 1864年8月23日  | この戦争の中でも北軍海軍にとって大きな勝利                           |
| バヒア事件                             | 1864年10月7日  | 1864年10月7日  | 南軍の襲撃艦CSSフロリダを捕獲したが、ブラジルとの国際問題になった    |
| プリマスの占領                         | 1864年10月29日 | 1864年10月31日 |                                                                      |
| ジェイムズビル事件                     | 1864年12月9日  | 1864年12月9日  |                                                                      |
| 第二次フィッシャー砦の戦い             | 1865年1月13日  | 1865年1月15日  | この戦争で最大の水陸協働の攻撃が行われた                             |
| トレンツリーチの海戦                   | 1865年1月23日  | 1865年1月25日  | この戦争で最後の主要海戦                                             |
| 北軍による海上封鎖                     | 1861年4月19日  | 1865年         | アナコンダ計画の一部                                                 |